# McDonnell Douglas DC–10

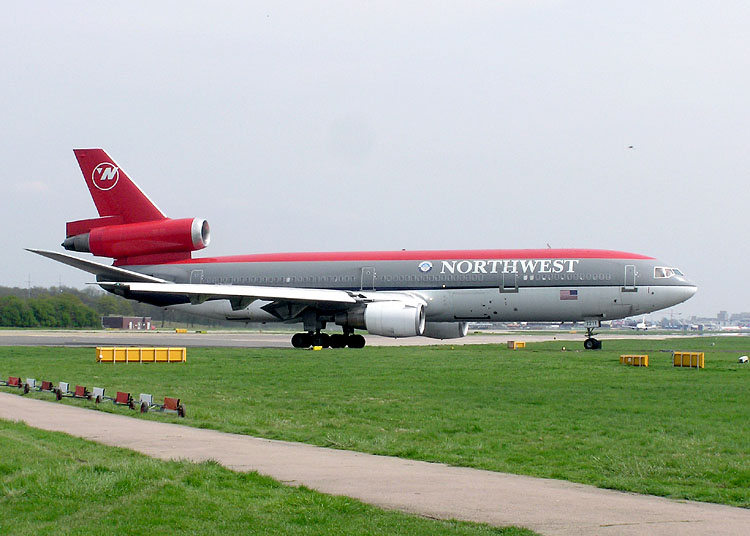
A Northwest légitársaság DC–10–30-as gépe

A McDonnell Douglas DC–10 egy amerikai szélestörzsű, 3 hajtóműves utasszállító repülőgép, amelyet főként a Boeing 747 vetélytársaként állítottak szolgálatba 1971-ben. 1968 és 1988 között gyártották, 386 db-ot légitársaságok, és 60 db-ot az U.S. Air Force számára légi utántöltő gépeknek. Ezek a KC–10 Extender nevet kapták. A típus utóda az MD–11, amely a DC–10-es modernizált elektronikával felszerelt változata. Az MD–11-est 2000-ig gyártották.

## Története
A McDonnell Douglas gyár egy évvel a Boeing 747-ese után készült el széles törzsű, nagy befogadóképességű repülőgépével. A három hajtómű közül kettő a hátranyilazott szárnyak alatt, míg a középső a törzs felett, a függőleges vezérsíkba építve található. Vízszintes vezérsíkjai a törzs két oldalán vannak. A nagy pilótaablakokon kívül érdekessége, hogy a nagy hatótávolságú és ezért nehezebb változat futóműveit egy harmadik főfutóval egészítették ki, amely a két eredeti futómű között, középen található. Katonák is alkalmazzák légi üzemanyag-utántöltésre és teherszállításra.

## Típusváltozatai
- DC–10–10 – A gép legelső változata, először 1970-ben repült. 122 db készült belőle. Egykori üzemeltetői : American Airlines (35), Continental Airlines (8), Laker Airways (6), National Airlines (11), Turkish Airlines (3), United Airlines (46) és Western Airlines (13). Ma már nincsenek szolgálatban. A repülőt GE CF6-6 hajtóművekkel szerelték fel.
- DC–10–10CF – Az első változatból alakították át, a gép egy részét utasok, a másikat gyorsan ki- és berakodható konténerek töltötték meg. Csak a Continental Airlines és az United Airlines használta. Kilenc db-ot építettek belőle.
- DC–10–15 – Új, erősebb GE CF6–50-C2F -es hajtóművekkel felszerelt változat, a magas fekvésű repterekre tervezték, mexikói légitársaságok használták, az Aeromexico és a Mexicana. 1981 és 1982 között gyártottak hét db-ot.
- DC–10–30 – A legsikeresebb típus, GE CF6–50-es hajtóművekkel, nagyobb üzemanyagtartállyal és középső főfutóval felszerelve. A második legnagyobb változat. 1972-től 1988-ig maradt gyártásban, a nagy európai légitársaságoknál is népszerű volt. Használta pl.: a Lufthansa, a Swissair, a KLM és az Iberia is. A Biman Bangladesh és az Omni Air International a mai napig használja. 164 db készült belőle.
- DC–10–30CF – A 30-as változatból kialakított kombi változat. A gép egy részét utasok, a másikat konténerek töltötték meg. Használta a Martinair Holland, az Overseas National Airways, a Sabena, a Trans International Airlines és a World Airways. 26 db-ot építettek.
- DC–10–30ER – A nagy hatótávolságú (extended range) változat. Hat darabot építettek. Első üzemeltetője a Finnair volt 1981-ben, majd a Swissair és a Thai Airways International használt ilyen gépeket. Maximális felszállási tömege: 263 160 kg, hatótávolsága : 10 620 km. GE CF6–50C2B hajtóművekkel gyártották.
- DC–10–40 – 1972–1982 között készült 42 db, a legnagyobb változat, Pratt & Whitney JT9D hajtóművekkel. A Northwest Orient Airlines és a Japan Airlines használta.

## Műszaki adatok
|                             | DC–10–10                             | DC–10–15                             | DC–10–30                             | DC–10–40                             |
| --------------------------- | ------------------------------------ | ------------------------------------ | ------------------------------------ | ------------------------------------ |
| Személyzet                  | Három fő                             | Három fő                             | Három fő                             | Három fő                             |
| Utasférőhelyek              | 380 (1 osztályon), 250 (2 osztályon) | 380 (1 osztályon), 250 (2 osztályon) | 380 (1 osztályon), 250 (2 osztályon) | 380 (1 osztályon), 250 (2 osztályon) |
| A törzs hossza              | 55,5 m                               | 55 m                                 | 55,4 m                               | 55,5 m                               |
| Magasság                    | 17,7 m                               | 17,7 m                               | 17,7 m                               | 17,7 m                               |
| Szárnyfesztávolság          | 47,3 m                               | 47,3 m                               | 50,4 m                               | 50,4 m                               |
| Törzs szélessége            | 6,02 m                               | 6,02 m                               | 6,02 m                               | 6,02 m                               |
| Törzs magassága             | 6,02 m                               | 6,02 m                               | 6,02 m                               | 6,02 m                               |
| Maximum belső szélesség     | 5,54 m                               | 5,54 m                               | 5,54 m                               | 5,54 m                               |
| Üres tömeg                  | 108 940 kg                           | 108 940 kg                           | 120 742 kg                           | 122 567 kg                           |
| Maximális felszálló tömeg   | 195 045 kg                           | 206 385 kg                           | 259 459 kg                           | 259 459 kg                           |
| Gazdaságos utazósebesség    | 0,82 Mach (908 km/h)                 | 0,82 Mach (908 km/h)                 | 0,82 Mach (908 km/h)                 | 0,82 Mach (908 km/h)                 |
| Maximális sebesség          | 0,88 Mach (982 km/h)                 | 0,88 Mach (982 km/h)                 | 0,88 Mach (982 km/h)                 | 0,88 Mach (982 km/h)                 |
| Hatótávolság                | 6114 km                              | 7000 km                              | 10 010 km                            | 9252 km                              |
| Szállítható üzemanyag       | 82 134 l                             | 100 859 l                            | 138 720 l                            | 138 720 l                            |
| Kifutópálya-igény           | 2625 m                               | 2212 m                               | 2847 m                               | 2817 m                               |
| Utazómagasság               | 12 802 m                             | 12 802 m                             | 12 802 m                             | 12 802 m                             |
| Hajtómű típusa              | GE CF6–6D                            | GE CF6–50C2F                         | GE CF6–50C                           | PW JT9D–59A                          |
| Hajtómű maximális tolóereje | 177,9 kN                             | 206,8 kN                             | 226,9 kN                             | 235,8 kN                             |

## Balesetek
1974. március 3-án a Turkish Airlines 981-es járata nem sokkal azután, hogy Párizsban felszállt, a tehertérajtó hibája miatt robbanásszerű dekompresszió után lezuhant. A katasztrófát a gépen tartózkodó 346 fő közül senki sem élte túl.
1979. május 25-én az American Airlines 191-es járata a chicagói O’Hare nemzetközi repülőtér betonjának elhagyása után nem sokkal a bal oldali hajtómű levált a szárnyról, ezután a gép egy lakókocsitelepbe csapódott. Az összes utas és személyzet (271 fő), valamint ketten a földön életüket vesztették. A vizsgálat során kiderült, hogy az érintett hajtóművet nem sokkal a baleset előtt cserélték ki, és az új hajtómű nem szakszerű felszerelésekor annak pilonja megsérült.
1989. július 19-én a United Airlines 232-es járatán tragikus események láncolata vette kezdetét: a kettes hajtómű ventilátor lapátjait tartó tárcsa eltörött, a nagy sebességgel forgó ventilátor így elszabaduló darabjai átvágták a hajtómű közelében húzódó hidraulikus vezetékeket. Ezután a pilóták a gépet csak a gázkarokkal tudták irányítani, és a szerkezeti károsodás miatt a gép csak jobb fordulókat tudott végrehajtani. Hosszú küzdelem után a személyzet a kényszerleszállást a biztonságosnál több mint másfélszer nagyobb sebességgel (220 csomó a 140 helyett), és több mint hatszoros merülősebességgel (9,4 m/s az 1,5 m/s helyett) volt kénytelen megkísérelni Sioux Cityben. A földet érést követően az utasszállító három részre szakadt és lángokba borult. A 285 utasból 112 életét vesztette.
2016. október 28. A FedEx DC-10-es teherszállító gépe a Fort Lauderdale nemzetközi repülőtéren földet érés után kigyulladt. Nemsokára a tank is berobbant a bal szárnyon; halálos áldozatok nem voltak.